# Praenomen
Praenomen označuje první jméno římského nomen neboli jména. Nepoužívalo se samostatně, již jen kvůli tomu, že jejich počet byl v době republiky i císařství velmi nízký (kolem 30). Jen několik málo z nich přežilo až do současnosti (Marcus, Titus). Každý rod většinou používal pouze dvě až tři „svá“ praenomina, proto se mnoho členů stejného rodu jmenovalo stejně, což byl pravděpodobně jeden z hlavních důvodů používání cognomin.
Praenomen nemělo v římské společnosti příliš velký význam a často se zkracovalo, ve zkrácené podobě je možné je dodnes spatřit na starořímských nápisech. Mezi nejběžnější patří: Appius (Ap.), Aulus (A.), Flavius (Fl.), Gaius (C.), Gnaeus (Cn.), Decimus (D.) Lucius (L.), Manius (M'.), Marcus (M.), Publius (P.), Quintus (Q.) Servius (Ser.), Sextus (Sex.), Spurius (Sp.), Titus (T.), Tiberius (Ti.). Jména Primus, Secundus, Tertius, Quintus, Sextus, Septimus, Octavius, a Decimus označují pořadí při porodu (1., 2., 3., 5., 6., 7., 8., 10.). Tato spojitost s pořadím při porodu se ovšem později ztratila; např. Sextus Pompeius nebyl šestým dítětem svých rodičů.

## Seznam římskýchpraenomin

### Běžně užívaná
- Appius (Ap.) – používala pouze gens Claudia.
- Aulus (A.) or Olus – z aula („palác“).
- Decius – používala gens Minatia.
- Decimus (D.) – „desátý“.
- Flavius – z flavus („zlatý“, „plavý“), od 3. století praenomen císařů.
- Gaius (C.) – často psáno 'Caius na základě původního zápisu, kdy ještě nebyl rozdělen znak pro C a G.
- Gnaeus (Cn.) – často psáno Cnaeus (ze stejných důvodů jako Gaius)
- Lucius (L.) – z lux („světlo“).
- Mamercus (Mam.)
- Marcus (M.) – od jména boha Marta.
- Nonius – „devátý“
- Numerius (N.) – používala gens Fabia.
- Octavius – „osmý“
- Publius (P.) – z publius („veřejný“).
- Quintus (Q. or Qu.) – „pátý“.
- Secundus – „druhý“.
- Septimus (Sept.) – „sedmý“.
- Servius (S. or Ser.) – ze slovesa servare („zachovat“).
- Sextus (Sex.) – „šestý“.
- Spurius (Sp.) – ze spurius („z nelegitimního manželství“).
- Tertius – „třetí“.
- Tiberius (Ti.) – odvozeno od názvu řeky Tibery.
- Titus (T.) – zřejmě od titulus („čestný titul“).

### Řídce užívaná
- Amulius
- Camillus – používala výhradně gens Furia a gens Arruntia.
- Decius – používala výhradně gens Minatia.
- Drusus – používala výhradně gens Claudia v době císařské.
- Flavius – používáno některými císaři od 3. stol. n. l..
- Gallus, řídce Galus
- Herius – používala výhradně gens Asinia.
- Kaeso (K.) nebo Caeso – velmi neobvyklé, používala výhradně gens Fabia.
- Manius (M'.)
- Opiter (Opet.)
- Oppius
- Postumus
- Quartus – „čtvrtý“
- Secundus – „druhý“
- Tertius
- Vibius